# Les Règles : Secrets pour capturer l'homme idéal
 (juillet 2020).
Les Règles : Secrets pour capturer l'homme idéal (titre original : The Rules: Time-tested Secrets for Capturing the Heart of Mr. Right) est un essai écrit par Sherrie Schneider et Ellen Fein, paru en 1995, qui relate 35 règles pour séduire l'homme de sa vie, se faire épouser et réussir sa vie de couple.
Ellen Fein a déclaré s'être inspiré de son histoire personnelle en appliquant les règles dictées dans son ouvrage lors de son deuxième mariage.

## Résumé
Sorti en 1995, le livre a suscité beaucoup de réactions lors de sa parution jugé antiféministe ou sans originalité dans les conseils préconisés. Parmi les règles listées, les principales sont les suivantes, :
1. Soyez une « créature pas comme les autres »
2. Ne parlez pas à un homme d'abord (et ne lui demandez pas de danser)
3. Ne regardez pas les hommes ou ne parlez pas trop
4. Ne l'appelez pas et ne retournez que rarement ses appels
5. Toujours mettre fin aux appels téléphoniques en premier
6. Ne pas accepter un rendez-vous pour le samedi soir planifié/proposé après mercredi
7. Arrêtez de le fréquenter s'il ne vous achète pas un cadeau romantique pour votre anniversaire ou la Saint-Valentin
8. Ne le voyez pas plus d'une ou deux fois par semaine
9. Ne vous précipitez pas dans le sexe et autres règles d'intimité
10. Laissez-le prendre les devants
11. Ne vous attendez pas à ce qu'un homme change ou n'essayez pas de le changer
12. Soyez honnête mais mystérieuse
13. Ne sortez pas avec un homme marié
14. Soyez facile à vivre

Le livre a été vendu à plus d'un million d'exemplaires aux États-Unis.